# 618B型巡邏船
618B型巡邏船（中国語: 618B型巡邏船）は、中国海警局が運用する巡邏船 (巡視船)。

## 概要
2007年より建造を開始し、2011年までに20隻が就役ないし就役見込みとされていた。
中期建造艦以降ではフィンスタビライザーを備えるなど耐航性に配慮しており、風浪階級5級までの海況において任務遂行可能、6級まで安全に航行でき、ビューフォート風力階級10級までの風に抗して航行可能とされている。
日本無線製のレーダーと国産のHEOS-300光学捜索装置を備えており、10km以内の20個の目標を同時に監視できるほか、海警35103など後期建造艦ではOIC室に似た情報中枢区画も設けられている。また武装としては、初期の艦では手動照準式の37mm単装機関砲であったが、海警44103など中期建造艦では光学式の射撃指揮装置（FCS）連接により半自動化され、さらに海警35103など後期建造艦では、やはりFCS連接して自動化を進めた新型の30mm単装機関砲に更新された。
2014年に、西沙諸島に中国海洋石油集団が設置した石油掘削プラットフォームである海洋石油981をめぐり、中国海警局および海上民兵がベトナム当局の抵抗を排除した際には、本型の活躍も大きかったとされている。

## 同型艦
| #  | 舷番号 | 就役           | 配属先                                   |
| -- | ------ | -------------- | ---------------------------------------- |
| 1  | 33101  | 2009年4月10日  | 浙江総隊 第一支隊 第二大隊（温州蒼南）   |
| 2  | 12101  | 2009年7月15日  | 天津総隊 支隊（天津浜海新区）            |
| 3  | 13101  | 2009年7月20日  | 河北総隊 支隊 第一大隊（秦皇島）         |
| 4  | 32101  | 2009年11月3日  | 江蘇総隊 支隊 第一大隊（蘇州太倉）       |
| 5  | 37101  | 2009年12月4日  | 山東総隊 第二支隊 第二大隊（日照東港）   |
| 6  | 44101  | 2009年12月9日  | 広東総隊 第一支隊 第三大隊（珠海湾仔港） |
| 7  | 35101  | 2009年12月23日 | 福建総隊 第一支隊 第一大隊（福州長楽）   |
| 8  | 31102  | 2010年4月12日  | 上海総隊 支隊 第三大隊（上海金山）       |
| 9  | 45101  | 2010年6月2日   | 広西総隊 第一支隊（北海外沙内港）        |
| 10 | 37102  | 2010年7月27日  | 山東総隊 第一支隊 第一大隊（威海環翠）   |
| 11 | 13102  | 2010年8月1日   | 河北総隊 支隊 第二大隊（唐山曹妃甸）     |
| 12 | 015    | 2011年5月13日  | 公安海警学院（寧波北侖）                 |
| 13 | 33102  | 2011年7月14日  | 浙江総隊 第二支隊 第一大隊（寧波北侖）   |
| 14 | 32102  | 2011年12月7日  | 江蘇総隊 支隊 第二大隊（南通海門）       |
| 15 | 44103  | 2012年1月8日   | 広東総隊 第二支隊 第一大隊（汕頭金平）   |
| 16 | 21102  | 2011年11月8日  | 遼寧総隊 第二支隊（丹東東港）            |
| 17 | 21101  | 2012年07月21日 | 遼寧総隊 第一支隊（大連甘井子）          |
| 18 | 35103  | 2012年12月21日 | 福建総隊 第三支隊 第一大隊（廈門海滄）   |
| 19 | 45102  | 2013年3月19日  | 広西総隊 第二支隊（防城港港口）          |
| 20 | 46101  | 2012年         | 海南総隊 第三支隊（文昌清瀾港）          |
| 21 | 46102  | 2012年         | 海南総隊 第三支隊（文昌清瀾港）          |
| 22 | 46105  | 2014年         | 海南総隊 第二支隊（三亜三亜港）          |
| 23 | 46106  | 2014年         | 海南総隊 第二支隊（三亜三亜港）          |
| 24 | 21103  | 2015年         | 遼寧総隊 第三支隊（盤錦大窪）            |
| 25 | 35102  | 2015年7月20日  | 福建総隊 第二支隊 第二大隊（莆田秀嶼）   |